# Индијан Хилс (Тексас)
Индијан Хилс (енгл. Indian Hills) насељено је место без административног статуса у америчкој савезној држави Тексас.

## Демографија
По попису из 2010. године број становника је 2.591, што је 555 (27,3%) становника више него 2000. године.
| Група             | 2000.         | 2010.         |
| Белци             | 53 (2,6%)     | 78 (3,0%)     |
| Афроамериканци    | 0 (0,0%)      | 11 (0,4%)     |
| Азијати           | 6 (0,3%)      | 2 (0,1%)      |
| Хиспаноамериканци | 1.982 (97,3%) | 2.502 (96,6%) |
| Укупно            | 2.036         | 2.591         |